# Slag bij Valdejunquera
De Slag bij Valdejunquera vond plaats in een vallei genaamd Iuncaria (val de Junquera) op 26 juli 920 tussen het islamitische emiraat Córdoba en de christelijke legers van de koninkrijken León en Navarra. De strijd, een overwinning voor de Omajjaden, was onderdeel van de "campagne van Muez" (campaña de Muez), die voornamelijk gericht was tegen de zuidelijke verdedigingslinie van León, het graafschap Castilië langs de rivier de Duero.
De vroegste verwijzing naar de strijd is te vinden in de Chronicon van Sampiro, een Leonese geestelijk schrift wellicht uit de late jaren 980. Volgens Sampiro kwamen de "Agarenen" (afstammelingen van Hagar, d.w.z. de moslims) aan in Mois (Muez), en bedreigden het koninkrijk Navarra, wiens koning, Sancho Garcés I de hulp vroeg van Ordoño II van León. De Leonese koning kwam in de Valdejunquera de moslims tegen, waarvan we uit andere bronnen weten dat ze onder het bevel van emir Abd al-Rahman III stonden. De christenen werden verslagen. Twee bisschoppen, Dulcidio en Ermogio, werden gevangen afgevoerd naar Córdoba. In ruil voor de vrijheid van zijn oom ging Ermogio's neef Pelagius, later een martelaar, in gevangenschap, terwijl Ordoño losgeld betaalde voor Dulcidio. Een ander resultaat van de strijd was dat de versterkte plaats Clunia, die in 912 door de Castiliaanse graaf Gonzalo Fernández opnieuw bevolkt was, verlaten moest worden. Zij kwam in islamitische handen zo rond 1007-1010.
De exacte locatie van Valdejunquera is onbekend. De zeventiende-eeuwse Navarrese historicus José de Moret situeerde het ten noorden van Irujo en ten zuiden van de Sierra van Andía. Hij beweerde dat de Basken nog in zijn tijd de regio "Iuncadia" in hun taal noemden. De laat elfde-eeuwse Historia Silense plaatste de strijd op het grondgebied van Sancho Garcés, ergens tussen Estella en Pamplona.
Van welke bisdommen Dulcidio en Ermogio bisschop waren is ook onduidelijk. Terwijl Sampiro's opvolger, Pelayo van Oviedo, die in de twaalfde eeuw schreef, geloofde dat ze respectievelijk bisschop van Salamanca en Tuy waren, is geen van beide mogelijk. In 920 lag de omgeving van Salamanca in de ontvolkte "Woestijn van de Duero" en Tuy had als bisschop een zekere Nausto. Bij het bestuderen van de teksten van Sampiro en Pelayo concludeerde historicus Justo Pérez de Urbel dat Dulcidio bisschop van Zamora en Ermogio bisschop van Porto was, maar met wortels in de regio Tuy.